# フランクリン・エドソン
フランクリン・エドソン (Franklin Edson、1832年4月5日 – 1904年9月24日)は第85代ニューヨーク市長。
オールバニー、後、ニューヨーク市で穀物商品取引員を務め、経済的に成功し、ニューヨーク農産品取引所所長を務めた。米国聖公会 、ブロンクス区の聖ジェームズ教会フォーダムのメンバーだった。
市長として、ブロンクス区の公園、さらにヴァン・コートランド、ブロンクス、ペラム·ベイ、クロトナ、クレアモント、聖メアリー公園、モショル、ブロンクス、ペルハム、クロトナ公園道路などの公園造成のための公有地の選定や場所についての委員会を任命した。。1883年5月24日のブルックリン橋開通式に出席した。
マンハッタンの自宅で死亡し、オールバニー農村墓地に埋葬された。